# Municipio de Chatfield (Ohio)
El municipio de Chatfield (en inglés: Chatfield Township) es un municipio ubicado en el condado de Crawford en el estado estadounidense de Ohio. En el año 2010 tenía una población de 724 habitantes y una densidad poblacional de 9,33 personas por km².

## Geografía
El municipio de Chatfield se encuentra ubicado en las coordenadas 40°56′58″N 82°55′43″O / 40.94944, -82.92861. Según la Oficina del Censo de los Estados Unidos, el municipio tiene una superficie total de 77.62 km², de la cual 77,54 km² corresponden a tierra firme y (0,1 %) 0,08 km² es agua.

## Demografía
Según el censo de 2010, había 724 personas residiendo en el municipio de Chatfield. La densidad de población era de 9,33 hab./km². De los 724 habitantes, el municipio de Chatfield estaba compuesto por el 98,48 % blancos, el 0,14 % eran afroamericanos, el 0,14 % eran amerindios y el 1,24 % eran de una mezcla de razas. Del total de la población el 1,66 % eran hispanos o latinos de cualquier raza.